# Клапалек, Франтишек
Франтишек Клапалек (чеш. František Klapálek; 30 августа 1863, Луже — 3 февраля 1919, Прага) — чешский энтомолог, специалист по систематике амфибиотических насекомых. Член-корреспондент Чешской академии наук и искусств.

## Биография
Родился 30 августа 1863 года в городе Луже. В 1881 году окончил гимназию в Литомышле, а в 1887 году — Чешский университет Карла-Фердинанда в Праге. Во время учёбы работал ассистентом профессора Антонина Фрича. После окончания университета работал преподавателем в средней школе Литомышле, Тршебоне и Праге. В 1900 году избран членом-корреспондентом Чешской академии наук и искусств. Умер 3 февраля 1919 года. Похоронен в Либоховице.

## Научные достижения
В 1904 году по инициативе Клапалека было созданы Чешское энтомологическое общество и журнал Acta Societatis Entomologicae Bohemiae. Клапалек первым перевел на чешский язык книгу Чарльза Дарвина «О происхождении видов» и книгу Жана-Анри Фабра «Из жизни насекомых».
Как энтомолог занимался изучением амфибиотических насекомых, он известен как один из крупнейших в мире специалистов по систематике веснянок. Его коллекции хранятся в энтомологическом отделе Национального музея в Праге и Моравском краеведческом музее в Брно.

## Публикации
Опубликовал около 140 научных и научно-популярных работ, в том числе:
- Klapálek F. Untersuchungen über die fauna der gewässer Böhmens. i. Metamorphose der trichopteren (нем.). — Prag: Rivnáč, 1888. — 80 S.
- Klapálek F. Untersuchungen über die Fauna der Gewässer Böhmens (нем.). — Prag: Fr. Řivnáč, 1892. — 128 S.
- Klapálek F. Obojetnik Camponotus ligniperdus Ltr (чешск.). — 1896. — 12 с.
- Klapálek F. Atlas brouků středoevropských (чешск.). — Praha: Část ́ prvá. Praha: I. L. Kober, 1903. — 462 с.
- Klapálek F. Ze života hmyzu (чешск.). — Praha, 1924. — 436 с.